# Alexandru Tudorie
Alexandru Tudorie (Galați, 19 marzo 1996) è un calciatore rumeno, attaccante del Wuhan San Zhen.

## Palmarès

### Club

#### Competizioni nazionali
- Supercoppa di Romania: 2

Voluntari: 2017
Sepsi: 2022
- Coppa di Romania: 3

U Craiova: 2020-2021
Sepsi: 2021-2022, 2022-2023